# Harper's Bazaar
Harper's Bazaar er et amerikansk modetidsskrift. I 1996 udkom bladet i ca. 700.000 eksemplarer.
Bladet blev grundlagt i 1867 af Fletcher Harper. Siden 1913 har det været udgivet af Hearst's Publishers. Det udkom fra 1970 tillige i Storbritannien. I dag udgives det i 19 lande.
Det henvender sig bevidst til den øvre middelklasse og overklassen og har gennem tiderne tiltrukket mange velansete fotografer, skribenter og modeller.